# اولگا باباسیان
اولگا هایراپتی باباسیان (ارمنی: Օլգա Հայրապետի Բաբասյան؛ زاده ۱۳ ژوئن ۱۸۹۸ - درگذشته ۲۷ مهٔ ۱۹۶۹) نوازنده پیانو و آموزگار موسیقی اهل ارمنستان بود. وی بین سال‌های - تا - میلادی فعالیت می‌کرد.

## زندگی‌نامه
وی در ۱۳ ژوئن ۱۸۹۸ در ایروان در به دنیا آمد و از کنسرواتوار دولتی وانو ساراجیشویلی تفلیس (۱۹۲۰) و کنسرواتوار سن پترزبورگ (۱۹۲۶) فارغ‌التحصیل گشت.  وی همچنین برنده جوایزی همچون چهره هنری شایسته ارمنستان شوروی (۱۹۵۷) شد. وی در ۲۷ مهٔ ۱۹۶۹ در سن ۷۰ سالگی در ایروان درگذشت.